# Gruppe Giardino
Die Gruppe Giardino ist eine politische Vereinigung in der Schweiz, die 2010 in Luzern als Verein gegründet wurde. Sie sieht die schweizerische Armee- und Sicherheitspolitik in einer „desolaten Lage“ und fordert eine „radikale Kurskorrektur der bürgerlichen Sicherheitspolitik“.
Der Gruppe gehören ranghohe Offiziere an, darunter gemäss eigenen Angaben fünf ehemalige Korpskommandanten und drei ehemalige Generalstabschefs. Mitbegründer und Präsident von 2010 bis 2015 war Oberstleutnant a D Hermann Suter-Lang. Als Vizepräsident amtete zwischen 2010 und 2013 Oberst i Gst a D  Franz Felix Betschon. Nach wiederum eigenen Angaben zählt die Gruppe über 800 Mitglieder und Sympathisierende.
Im Mai 2012 publizierte die Gruppe Giardino das Buch Mut zur Kursänderung – Schweizerische Sicherheitspolitik am Wendepunkt und begann Unterschriften für eine Petition zum Wiederaufbau der Schweizer Milizarmee zu sammeln.

## Ziele
Ein Ziel der Gruppe ist eine bestandesstarke, vollständig ausgerüstete Milizarmee, die den Verteidigungsauftrag der Bundesverfassung erfüllen kann. Dies soll unter anderem mittels Volksinitiativen erreicht werden. Die Gruppe Giardino lehnte den Sicherheitspolitischen Bericht 2010 ab und forderte die Zurückweisung an den Bundesrat. Diese Forderungen gingen deutlich weiter als diejenigen von anderen armeefreundlichen Interessensverbänden wie z. B. der Schweizerischen Offiziersgesellschaft (SOG), welche festhielt, dass der Bericht in die richtige Richtung weise. Ebenso lehnte die Gruppe Giardino den Armeebericht 2010 und die Weiterentwicklung der Armee (WEA) ab. Weiter fordert die Gruppe eine gesamtgesellschaftliche Betrachtung der Verteidigungsfähigkeit einschliesslich einer Unterbrechung von Veräusserung oder Verschrottung von Wehrmaterial.